# La Cogullada (Lleida)
La Cogullada és una partida de l'Horta de Lleida, pertanyent a la ciutat de Lleida. Albergava una petita part de l'Aeròdrom d'Alfés. Limita:
- Al nord amb la partida de Vinatesa.
- A l'est amb el terme municipal d'Artesa de Lleida.
- Al sud amb la partida d'Astó.
- A l'oest amb la partida de Pedrós i el terme municipal d'Alfés.